# ゆくところ
『ゆくところ』は、ひぐちアサによる日本の漫画作品。『月刊アフタヌーン』（講談社）1998年8月号に掲載された。作者の投稿作品で、アフタヌーン四季賞受賞作品。単行本『家族のそれから』に収録されている。2018年7月23日に発売された『ひぐちアサ 初期傑作選』第1巻にも再録されている。

## 解説
ひぐちアサのデビュー作である本作は、「同性愛」「身体障害」「アルコール依存症」「崩壊した親子関係」といった、広範囲の読者に受け入れられることは難しいであろうテーマを多数含み、また表現的な面においても「読者に解りやすいように」という配慮をもって描かれているとは言いがたい。これらは作者がある程度意図して行ったことであるらしく、単行本化に際して収録されたあとがきでは「投稿作でしかカッテはできないものと考え、スキホーダイやろうと思っていました。」と語っている。

しかしながら、ひぐちアサの持ち味である繊細な心理描写と物語の根底に流れる優しい視点は、本作においても十二分に見出され、本作を「作者の独りよがり」で終わらせることなく、読後感の良いすがすがしい作品に仕上げている。

デビュー作とあって絵柄はまだまだ発展途上といった様子で、現在の少年漫画的・肉感的なタッチに比べると寧ろ少女漫画のそれに近い。作中、主人公・小泉の精神状態の混迷ぶりは抽象絵画のような表現がなされ、作品に一種独特な雰囲気を加えている。

## あらすじ
アルコール依存症の父親と神経症の母親を持つ高校生の青年・小泉（こいずみ）は、家を出て一人暮らしをしながら刹那的で享楽的な毎日を過ごしていた。
あるとき胃痙攣を起こしクラスメイトの湊（みなと）に助けを求めたのをきっかけに、自分が同性愛者であり湊に気があることを告白し、彼に付きまとうようになる。
小泉は、湊の右半身が小児マヒのために動かないことを知りながら無理やりねじ伏せて行為に及ぼうとしたり、湊に対し障害者であることへの劣等感を煽るような発言をしたりする一方で、彼の頼みで捨てられた子猫を助けるために川に飛び込むなどして、二人の間に友情とも愛情とも言い難い歪つな関係を深めてゆく。
しかし、家庭を崩壊させた父親を激しく憎悪しながらも、自分自身がそんな父親に近づいてゆくことに不安を募らせる小泉は、湊と衝突する中でますます自暴自棄になっていく。

## 登場人物
小泉（こいずみ）
父親はアルコール依存症のため施設に入退院を繰り返した末に自殺、母親は神経症という崩壊した家庭に育った少年。姉もいるが、既に結婚して独立している。現在はアパートで一人暮らしをしながら高校に通うも、学校は休みがちである。同性愛者であり、新宿二丁目に出入りしている。湊に関わるうちに、彼に惹かれていく。
下の名前は「フミなんとか」。
湊（みなと）
小泉のクラスメイト。小児マヒの為に右半身不随。そのためクラスでも孤立しているが、本人はそんな環境に慣れているためか、どこか達観しているようにも見える。小泉とは対照的に物静かで落ち着いた少年。小泉の行きつけの酒屋が湊の両親の経営する店であったことから、小泉に頼られる（または絡まれる）ようになる。
下の名前は「ナオなんとか」。
ヨーちゃん
いわゆるオカマで、小泉の“ステディ”。しばしば肉体関係を持つが、小泉にとって彼は恋人ではなく、セックスフレンドである。